# Carrikerella ceratophora
Carrikerella ceratophora – gatunek modliszki z rodziny Thespidae.

## Występowanie
Gatunek ten występuje w Ekwadorze, Kolumbii i Kostaryce.